# Vic Ruggiero
Victor "Vic" Ruggiero, (conocido también como Bad Vic,Ruggarroo o Lord Sluggo) es un músico, escritor y productor de Nueva York que tocó en varias bandas de ska, como The Slackers, Stubborn All-Stars, SKAndalous All Stars, Crazy Baldhead y The Silencers. También acompañó musicalmente a la banda punk rock Rancid, tanto en vivo como en estudio. Ha lanzado tres álbumes como solista de música acústica, y estuvo a cargo del acompañamiento musical del cantante de ska Chris Murray.
La voz de Ruggiero tiene un distintivo acento del Bronx, así como una cualidad gutural y dura. Sus letras habitualmente tocan temas polémicos, tales como el apocalipsis el humor negro, el descreimiento político, la paranoia, los asesinatos, el amor y el duelo. Sus canciones van desde las baladas narrativas, hasta canciones sin sentido inspiradas por los poetas y escritores de la Generación Beat, como Jack Kerouac y John Lennon respectivamente. Se considera a sí mismo principalmente un organista, aunque también interpreta el piano, el bajo, banjo, guitarra, armónica y percusión.
Ruggiero también trabajó como productor de varios lanzamientos musicales. Su propio sello musical Special Potatoe Records es la plataforma de muchos de sus proyectos, especialmente aquellos en que están involucrados los miembros de la banda The Slackers. Su estilo de producción siempre es el mismo: no eliminar sonidos de grabación que habitualmente se descartan, como puertas que se abren o cierran, músicos afinando cerca de otros que graban, etc. Así sus producciones capturan la atmósfera de una banda en vivo. Ruggiero también es responsable de la producción de lanzamientos de artistas de Ska europeos, como Mr T Bone y The Moon Invaders.

## Discografía

### Álbumes solistas
- Understanding New Jersey & Living in Sin - 2001
- Alive at the Ladybug House - 2004 (Thought•Squad)
- Mean & Nasty / Yes It's True (7" Single) (2005) (Ska In The World)
- Top Secret Bountry and Clues - 2006 (Also known as "Blues and Clues," and "Bounty and Clues".)
- Hamburguru - 2007 (Ska In The World)
- Something In My Blindspot - 2008 (Moanin' Music)
- On The Ragtime (7" EP Version) (2009) - (Silver Sprocket / Thought•Squad)
- Meatball And Sushi Party (2009) (split EP with The Zoot16 G・B Version) (Ska In The World)
- On The Ragtime (LP Version) (2009) - (Silver Sprocket / Thought•Squad)
- Songs For Clandestine Lovers (2009) (Ska In The World)
- The New Dark Ages - 2009 (split EP with Kepi Ghoulie) (Asian Man Records)
- Don't Feed The Cats In Iraq (collaboration with Phil Nerges) (2010) (Asian Man Records)
- Vic & Friends, Volume 1 - 2010 (Whatevski Records digital release)
- Vic Ruggiero & Maddie Ruthless / The Forthrights - Ska is Dead Club 7" ([Asbestos Records] / Underground Communique)

### Con The Slackers
- The Slackers — 1993
- Better Late Than Never — 1996
- Redlight — 1997
- The Question — 1998
- Before There Were Slackers There Were... (The Nods) - 1999
- Live at Ernesto's [Live] — 2000
- Wasted Days — 2001
- The Slackers and Friends — 2002
- Close My Eyes — 2003
- International War Criminal [EP] — 2004
- Upsettin' Ernesto's [Live] — 2004
- The Slackers/Pulley Split — 2004
- An Afternoon in Dub — 2005
- Slack in Japan [Live] — 2005
- Peculiar — 2006
- The Boss Harmony Sessions - 2007
- Self Medication - 2008
- Lost and Found - 2009
- The Great Rocksteady Swindle - 2010

### Con Chris Murray & The Slackers
- Slackness - 2005

### Con los SKAndalous All-Stars
- Hit Me - 1997
- Punk Steady - 1998
- Age of Insects - 1999

### Con los Stubborn All-Stars
- Open Season - 1995
- Back With a New Batch - 1997
- Nex Music - 1999
- At Version City - 1999

### Con Tremoflex9000
- Tremoflex9000 EP (Black Rhombus)
- America For Sale

## Como colaborador

### Con Rancid
- Life Won't Wait - 1998

Writing credits for tracks 5, 8 and 18
Hammond B3 Organ on tracks 5, 8, 9, 11, 13, 18 and 21
Piano on tracks 5, 9, 12, 14, 18 and 21
Percussion on tracks 5 and 18
Guitar on track 12
- Indestructible - 2003

Keyboards
- Let the Dominoes Fall -2009

Keyboards

### Con The Transplants
- Transplants - 2002

Hammond B3 Organ on tracks 2, 6, and 7
Hammond B3 Organ/Piano on tracks 9, 10, and 12
- Haunted Cities - 2005

Wurlitzer, Farfisa on track 6

### Con Pink
- Try This - 2003

keyboards

### Con P.O. Box
- InBetweenTheLines - 2009

Keyboards and Additional Guitars on track 7:Skinocracy